# Pierre Phocas
Pierre Phocas (en grec : Πέτρος Φωκᾶς) (vers 940-977) est un eunuque et général byzantin. Il est à l'origine un esclave de la puissance famille des Phocas en Cappadoce et grimpe les échelons de la hiérarchie militaire jusqu'à atteindre la fonction de stratopédarque et le rang de patrice conféré par l'empereur Nicéphore II Phocas.

## Biographie
Selon Georges Kédrénos, Pierre Phocas est d'abord un esclave et un membre de la suite personnelle de Nicéphore. C'est là qu'il démontre ses talents de soldats et ses capacités militaires sont louées dans les récits contemporains. L'historien Léon le Diacre écrit qu'il « a une grande force physique » et mentionne qu'il a réussi à défaire en combat singulier le chef « Scythe » (un Rus' ou un Hongrois) qui conduisait un raid en Thrace. En 967, à la suite du renvoi de Jean Tzimiskès de son poste de commandant des forces orientales, Nicéphore nomme Pierre au nouveau poste de stratopédarque et lui donne autorité sur toutes les forces orientales (ou d'Asie Mineure). Cette nouvelle fonction de stratopédarque a été créée du fait de l'impossibilité pour Pierre d'occuper la fonction de domestique des Scholes (l'équivalent du commandant en chef) en raison de son statut d'eunuque,. À ce nouveau poste, il participe à l'invasion de la Syrie conduite par Nicéphore en 968 et au long siège d'Antioche qui se termine par la chute de la ville à l'automne 969. Lors de cette opération, le stratège Michel Bourtzès parvient à s'emparer le 28 octobre d'une des tours principales de la ville grâce à un coup de main. Il tient alors cette tour trois jours durant jusqu'à ce que Phocas, venant d'Alep, ne parvienne à lui venir en aide. Par la suite, Phocas reprend sa route vers Alep et contraint son commandant, Kargouyah, à capituler et à signer un document faisant de lui un vassal de l'empire.
Après l'assassinat de l'empereur Nicéphore par Jean Ier Tzimiskès en décembre 969, Pierre continue de servir l'empire malgré ses liens proches avec le souverain assassiné. En effet, il participe à la guerre contre les Rus' en Bulgarie en tant que chef de la tagmata de Macédoine et de Thrace. En 976, Tzimiskès meurt et le trône revient à la dynastie légitime des Macédoniens sous la tutelle du parakimomène Basile Lécapène. Toutefois, Bardas Sklèros, l'un des plus fervents partisans de Tzimiskès se révolte et revendique le trône pour lui-même. Pierre Phocas et le patrice Eustahe Maleinos sont envoyés contre la forteresse des rebelles près de Mélitène. Au cours du siège de la forteresse de Lapara lors de l'été 976, l'armée de Skléros attaque par surprise l'armée impériale qui est vaincue. Elle se replie vers Kotyaion en Anatolie occidentale où ses vestiges sont rejoints par de nouvelles forces et parvient à vaincre Michel Bourtzès et Romain Taronitès, deux lieutenants de Skléros, à l'automne 977. Toutefois, lors d'une bataille rangée à Rageai, près d'Iconium, les forces impériales subissent une lourde défaite face à Skléros. Pierre Phocas fait partie des nombreux officiers à périr lors de la bataille.